# Abdullah Abdullah

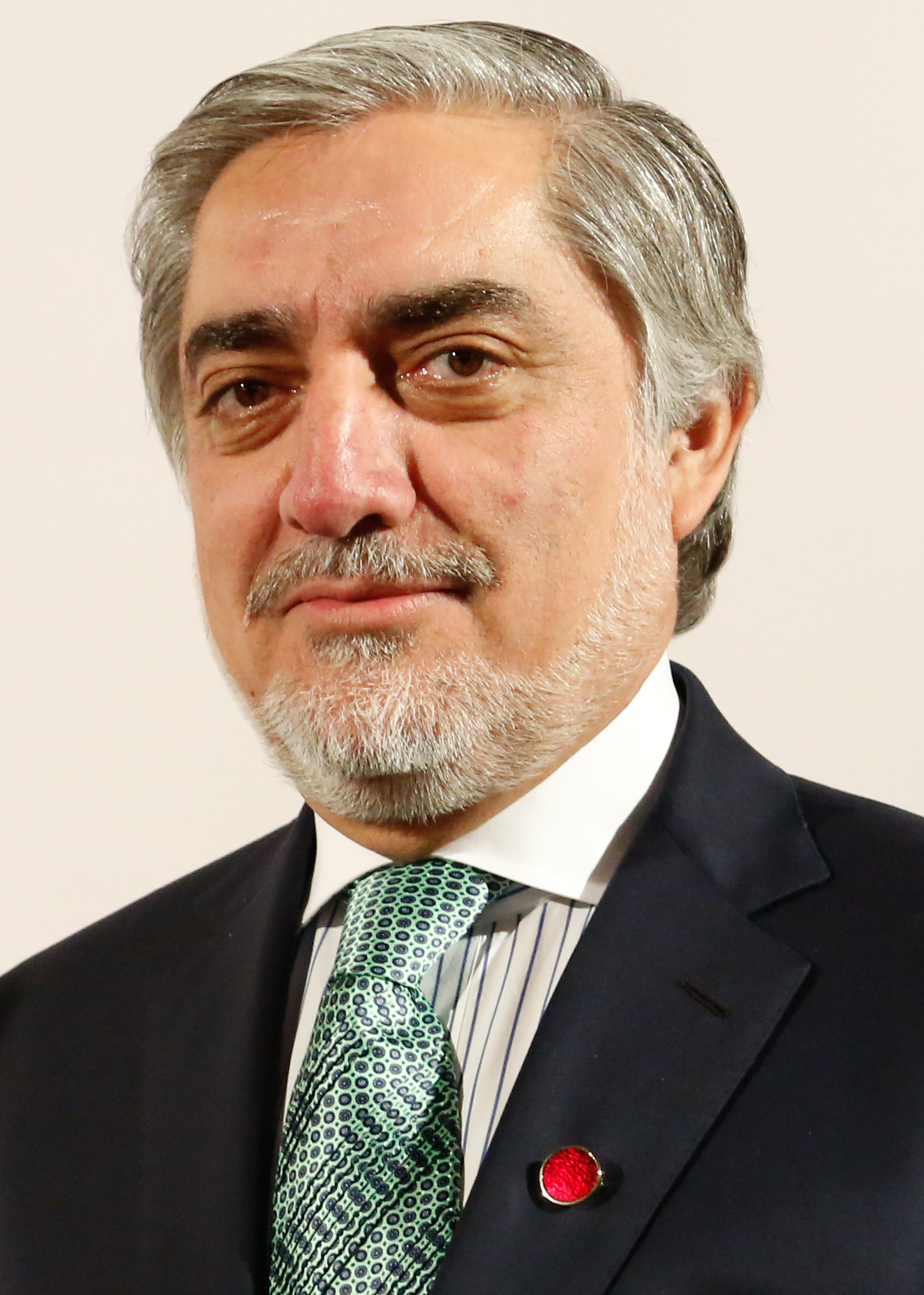
Abdullah Abdullah

Abdullah Abdullah (Kaboel, 5 september 1960) is een Afghaans politicus van Pashtunse en Tadzjiekse afkomst.
Abdullah werd in Kaboel geboren waar hij ook zijn onderwijs genoot. Hij studeerde aan de universiteit van Kaboel en behaalde er een graad in de oogheelkunde. Tijdens de Sovjetbezetting van Afghanistan verliet hij zijn thuisland om in Pakistan te gaan werken. Na het vertrek van de Russische bezettingstroepen werd hij regeringswoordvoerder in Afghanistan en later, na de machtsovername door de Taliban, werd hij minister van buitenlandse zaken voor de Noordelijke Alliantie, de internationaal erkende regering van het land die tegen het in Kandahar gevestigde Taliban-regime streed.
Nadat de Taliban na de invasie van Amerikaanse en geallieerde troepen in 2001 werden omvergeworpen, werd Abdullah minister van buitenlandse zaken in de tijdelijke regering, een positie die hij na de verkiezingen in Afghanistan in 2004 onder president Hamid Karzai zou behouden tot 2006.
Abdullah was bij de presidentsverkiezingen van 2009 de belangrijkste tegenstander van president Karzai. Aanvankelijk eindigde hij als tweede achter Karzai maar nadat er vele dubieuze stemmen voor Karzai werden afgekeurd, en in het licht van beschuldigingen van stemmingsfraude, werd er een tweede ronde aangekondigd tussen Abdullah en Karzai. Deze tweede ronde was gepland voor 7 november 2009 maar op 1 november besloot Abdullah zich terug te trekken omdat hij vond dat er geen sprake kon zijn van een eerlijke stembusgang.
In de eenheidsregering met Ashraf Ghani werd hij in september 2014 Chief Executive of the Unity Government of the Islamic Republic of Afghanistan.